# Гальперин, Исаак Иосифович
Исаа́к Ио́сифович Гальпе́рин (10 июня 1931, Витебск, СССР — 27 августа 1992, Челябинск, Россия) — советский футболист и хоккеист, защитник.

## Карьера
С 1952 по 1954 год параллельно играл за челябинские команды по хоккею и футболу «Авангард», которые до 1954 года назывались «Дзержинец». Провёл в чемпионате СССР по хоккею около 20 матчей. В футбольном чемпионате Гальперин дебютировал в 1956 году в составе свердловского ОДО. 22 мая он сыграл матч против московского «Локомотива». По возвращении в Челябинск Исаак Гальперин стал игроком местного «Локомотива», выступая в составе «железнодорожников» с 1957 по 1959 год.
После завершения карьеры, Гальперин перешёл на тренерскую работу. До своей смерти он работал в детско-юношеских спортивных школах города. В 1966 году возглавил СДЮСШОР № 3 по футболу.
Похоронен на Успенском кладбище в Челябинске.

## Образование
В 1951 году окончил Магнитогорский техникум физической культуры. Выпускник Челябинского государственного педагогического института.

## Семья
Сын Исаака Евгений спортивный функционер. С 2002 по 2004 год он был генеральным директором футбольного клуба «Лукойл», а также директором волейбольной команды «Автодор-Метар».